# Portale (immaginario)

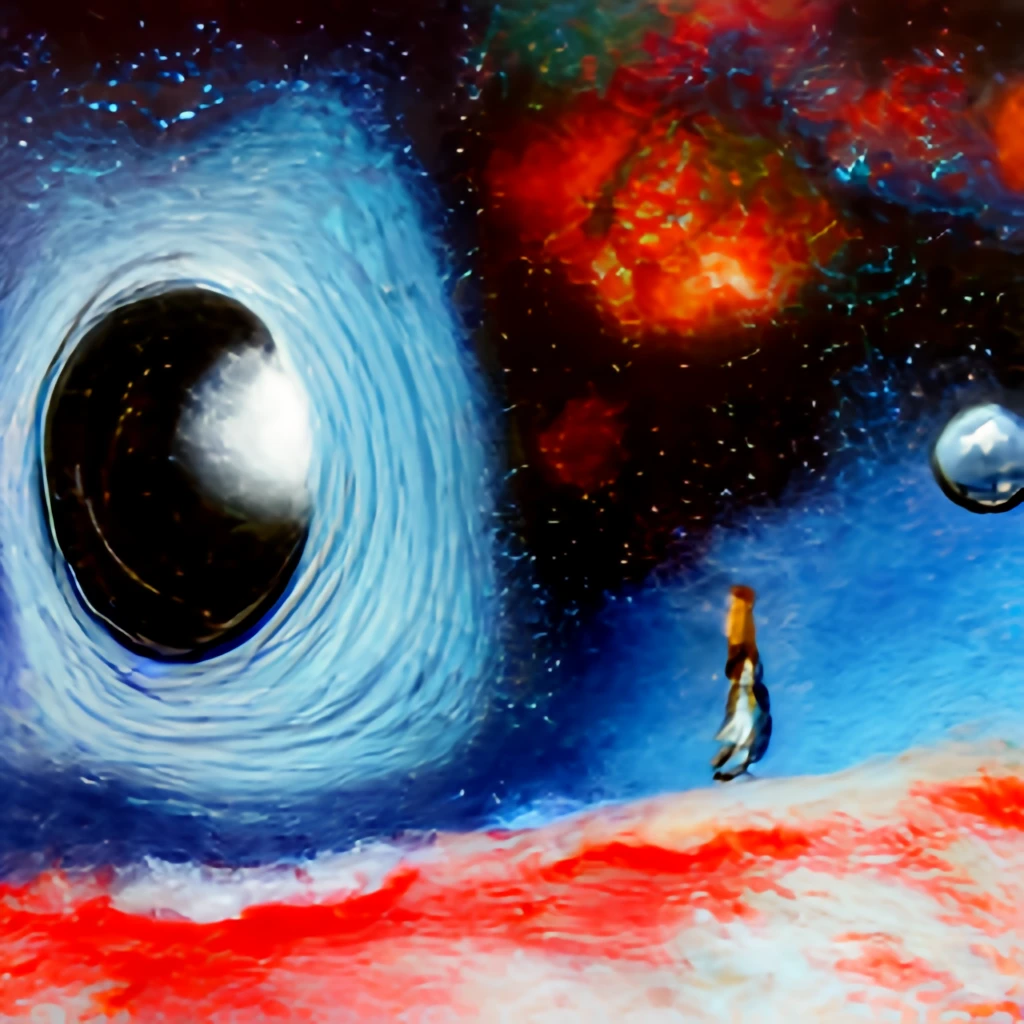
Portale spazio-temporale creato da un generatore di immagini fantascientifiche.

Un portale, o porta spaziotemporale, è un artificio della narrativa fantastico-avventurosa che permette lo spostamento immediato dei personaggi fra due siti fra loro distanti nello spazio, nel tempo o in altre realtà, al fine di giustificare il repentino passaggio ad un'ambientazione remota e/o fantastica a piacere.
Il "portale verso un altro mondo" è divenuto nel corso del tempo una delle più comuni icone della fantascienza, benché sia un espediente talmente utilizzato nel fantastico che Farah Mendlesohn nel suo saggio Rhetorics of Fantasy ha identificato il "fantasy del portale" (portal fantasy o "Portal-Quest Fantasy") come uno dei principali sottotipi del genere fantasy.

## Utilizzo

Il concetto di base di un portale che conduce un soggetto in movimento in un altro punto nello spazio, all'interno dello stesso universo, nel videogioco Portal.

Il portale può avere altri nomi (come ad esempio varco spaziotemporale) e forme diverse. Generalmente il suo principio di funzionamento è spiegato in modo vago o non è spiegato affatto, dandolo per scontato e affidandosi alla sospensione dell'incredulità. È presente come dispositivo tecnologico immaginario in molte opere di genere fantascientifico e, come oggetto magico, in varie opere fantasy. Può essere rappresentato come un oggetto fisico attraverso cui bisogna passare, anche di uso comune (uno specchio, un quadro, un cancello, ecc.). Altre volte il portale è raffigurato o descritto come un vortice di energia.
Il portale può condurre in un luogo diverso del medesimo mondo (teletrasporto), oppure nel passato o nel futuro (porta temporale, in pratica una macchina del tempo), oppure in un mondo parallelo (portale interdimensionale); o infine in altre dimensioni dell'esistenza, come quelle ultraterrene.
Nelle storie fantascientifiche, con un portale (o un Ansible, un "nodo di Bose" o altri analoghi dispositivi inventati che consentono la trasmissione istantanea di informazioni o materia) si assume - implicitamente o esplicitamente - di superare le limitazioni relativistiche imposte dal lavoro di Einstein. Si tratta di un espediente utile per la narrazione, ma va contro le conoscenze consolidate nella fisica reale, per cui alcuni autori di fantascienza hard non lo utilizzano volentieri, in quanto non sono in grado di giustificarlo in termini scientifici precisi. In varie storie, il portale è dunque presentato come un antico artefatto lasciato da una qualche misteriosa specie aliena scomparsa, che viene ritrovato e attivato dopo millenni (o milioni di anni) dai protagonisti, senza che in effetti essi ne conoscano la tecnologia.

## Nella letteratura e nelle opere televisive e cinematografiche

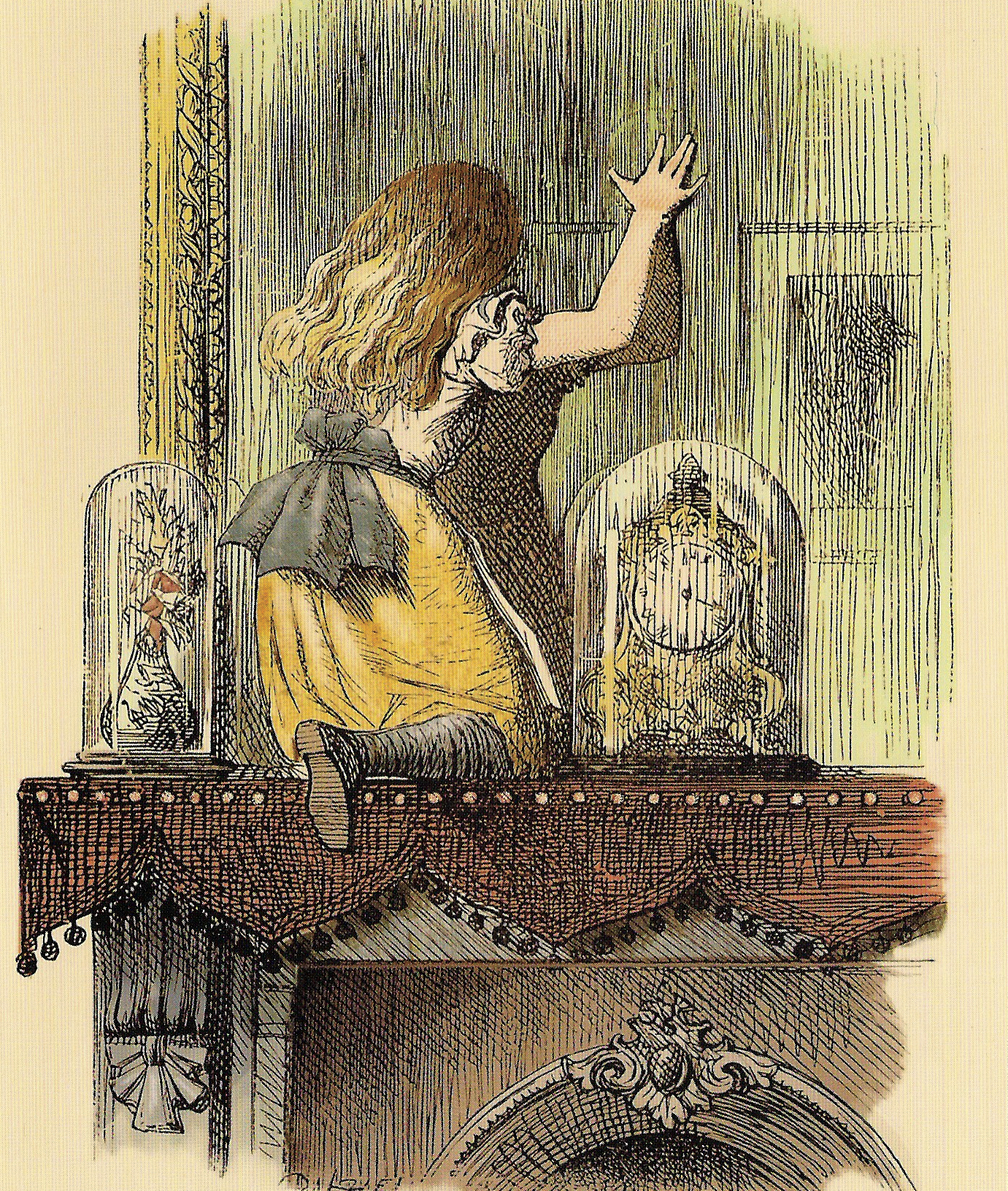
Alice attraversa lo specchio in un'immagine dell'Ottocento.

Un noto esempio di portale che conduce in un'altra realtà si ha nella Divina Commedia (1304-1321), dove Dante Alighieri inizia il suo lungo viaggio nell'aldilà transitando attraverso la porta dell'inferno nel canto terzo dell'omonima cantica (versi 1-21):
per me si va ne l'etterno dolore,

per me si va tra la perduta gente.'»
(vv. 1-3)
Nella letteratura moderna è possibile ricordare il romanzo Attraverso lo specchio e quel che Alice vi trovò di Lewis Carroll del 1871, nel quale Alice passa in una dimensione fantastica tramite uno specchio. Ne Le cronache di Narnia (1950-56) di C. S. Lewis il transito dei giovani protagonisti al mondo favoloso di Narnia avviene invece in modi diversi, ad esempio entrando in un vecchio armadio, indossando anelli o venendo risucchiati da un dipinto.
Numerosi sono gli esempi di utilizzo di portali nel cinema e nella televisione, dove questo espediente è utile anche per contenere i costi degli effetti speciali, dato che permette un repentino cambio di scena senza dover mostrare viaggi in astronave o con altri mezzi, con relativi decolli e atterraggi.

Animazione che mostra l'attivazione di uno Stargate

Verso la fine del film 2001: Odissea nello spazio (1968) di Stanley Kubrick, l'astronauta David Bowman viaggia attraverso un portale interstellare in una dimensione che la sua intelligenza umana (e quella dello spettatore) non è in grado di comprendere. Ma il concetto generale di "porta per le stelle" è precedente al film e al romanzo omonimo scritto da Arthur C. Clarke: tra i riferimenti nella fantascienza si possono citare il racconto di A. E. van Vogt Segreto di guerra (Secret Unattainable, Astounding luglio 1942) e il romanzo La via delle stelle (Tunnel in the Sky) del 1955 di Robert A. Heinlein. Vi è poi il racconto Stargate di Stephen Robinett (Analog, giugno-agosto 1974). Tra le versioni successive i romanzi Engineman (1994) di Eric Brown e Pandora's Star di Peter F. Hamilton (2004). Lo stargate di George Zebrowski in Stranger Suns (1991) dà accesso a universi paralleli accanto al nostro.
Il termine "Stargate" divenne popolare con l'omonimo film Stargate del 1994 e con le successive serie televisive; in essi l'omonimo dispositivo è frutto di una avanzatissima (ed antica) tecnologia aliena e permette di raggiungere altri pianeti abitabili della Via Lattea. Nella serie televisiva Star Trek: Deep Space Nine (1993-1999) le navi stellari possono invece raggiungere un altro quadrante della galassia attraversando il tunnel spaziale bajoriano, un'anomalia naturale dello spazio. Nella serie TV I viaggiatori (Sliders, 1995-2000) i protagonisti si spostano attraverso dimensioni alternative grazie a un dispositivo ("Slider machine") che apre un Ponte di Einstein-Rosen.